# Pierluigi Frattali
Pierluigi Frattali est un footballeur italien évoluant au poste de gardien de but,  né le 1er décembre 1985 à Rome. Il évolue actuellement en Serie B au sein de l'US Avellino.

## Biographie

### Formation
Pierluigi Frattali commence l'apprentissage du football au sein du club de Tor Tre Teste situé en périphérie de Rome. Alberto De Rossi (le père de Daniele De Rossi) impliqué au sein du club et qui entrainait alors une équipe du secteur jeune de l'AS Roma permet à Frattali d'intégrer l'As Rome. Frattali restera 6 ans (1996-2001) au sein du club romain, disputant les championnats Esordienti (U13), Giovanissimi (U15) et Allievi (U17). Frattali rejoindra ensuite Frosinone pour disputer le Championnat Berretti (U20).

### Carrière Professionnelle
Pierluigi Frattali commence sa carrière professionnelle sous les couleurs de l'A.S.D Astrea Calcio lors de la saison 2004-2005. Il réalise cette année-là une saison pleine en Série D avec 38 titularisations et rejoint le Frosinone Calcio alors en Série C1. Après 3 saisons blanches au sein du club du Latium, Pierluigi Frattali est titularisé à 22 reprises en Série B lors de la saison 2008-2009. Il restera à Frosinone  jusqu'en 2011, année durant laquelle il rejoindra le Vicence Calcio puis l'Hellas Vérone deux clubs de Série B. Ne possédant pas un temps de jeu suffisant, Pierluigi Frattali décide de rejoindre le S.C Vallée d'Aoste Calcio club tout juste promu en deuxième division de Lega Pro. Fort d'une belle saison sous les couleurs du Vallée d'Aoste (26 titularisations) Frattali s'engage en faveur de
Cosenza durant l'été 2013. Auteur d'une très bonne saison avec Cosenza, Frattali est recruté en 2014 par l'AS Avellino, retrouvant ainsi la Serie B 2 ans après l'avoir quitté.

## Carrière
- 2004-2005 : ACD Astrea  Italie
- 2005-jan. 2012 : Frosinone  Italie
  - jan. 2011-2011 : Vicenza  Italie (prêt)
- jan. 2012-2012 : Hellas Vérone  Italie
- nov. 2012-2013 : Valle d'Aosta Calcio  Italie
- depuis 2013 : Cosenza  Italie
- depuis 2014 : As Avellino